# Кремер (дворянский род)
Кре́мер (фон) — несколько родственных дворянских родов шведского происхождения.

## Происхождение рода
Йенс Кремер, предположительно дворянин из Вестфалии, прибыл в Швецию, где служил лейтенантом артиллерии. В браке с Софией Йесперсдоттер (нем. Jesperstochter, швед. Jespersdotter) у него родилось двое сыновей: Эрик и Нильс. 2 ноября 1662 года сыновья Эрика, Йоханн и Петер, были возведены в дворянство королевства Швеции под фамилией Кремер (швед. Cremer). В 1664 году этот род был внесён в рыцарский матрикул королевства Швеция под № 713.
Второй сын, Нильс, был королевским камергером в Финляндии и генерал-губернаторским камергером в Эстляндии и Ингерманландии. За свою службу он получил от шведского короля Густава Адольфа дворянские поместья Охто и Лехола в Эстляндии. В браке с Маргаретой Касперсдоттер у него родилось трое сыновей: Йоханн, Каспер и Клаус. В 1652 году старший из братьев, Йоханн, был возведен в дворянство королевства Швеция под фамилией фон Таллефельт (нем. von Tallefelt, род не внесен в рыцарский матрикул).
Средний из братьев, Каспер, владел поместьями Койкюль и Голденбекс в Эстляндии. Eго сын Никлас (Николаус, Клаус), сначала советник в Аренсбурге на острове Эзель (1659), а затем бургомистр Аренсбурга (1679), 25 марта 1691 года был возведен в дворянство королевства Швеция под фамилией фон Кремер (швед. von Kraemer, нем. von Krämer). В 1756 году род был внесён в рыцарский матрикул королевства Швеция под № 1959. На острове Эзель данный род пресёкся в 1737 году, и продолжил существовать в Швеции. 10 ноября 1837 года Роберт Фредерик фон Кремер был возведён в баронское достоинство королевства Швеция, 8 сентября 1838 года род был внесен в рыцарский матрикул королевства в число баронских родов под № 389. Его старший брат, Карл Йоханн фон Кремер, после присоединения Финляндии к Российской империи в 1809 году, перешёл в российское подданство и 5 февраля 1818 года этот род был внесён в рыцарский матрикул Великого княжества Финляндского в число дворянских родов под № 133.
У младшего брата, Клауса, ротмистра и владельца поместья Охто в Эстляндии, в браке с Анной Реймерс родилось два сына: Никлас и Готтшалк. Старший, Никлас, приобрёл в 1690 году имение Кудьяпях (нем. Kudjapäh),  женился на представительнице рода Шаффхаузен и в 1699 году именовался «фон Кремер». Его сын Йоханн фон Кремер, сначала лейтенант (1662), а затем капитан (1704), унаследовал поместье Кудьяпях, но от брака с Маргаретой фон Трейден имел только одну дочь, которая вышла замуж за мэра Аренсбурга Иоганна Вильгельма Йохансена, и которому, таким образом, перешло поместье. Второй сын Клауса, Готтшалк, член совета (1681) в Ревеле, владелец поместий Охто и Лехола, не носил дворянского титула и умер 11 сентября 1682 года. Его сын, Готтшалк, получивший по наследству поместья, был возведён 23 марта 1694 года в дворянство королевства Швеция под именем фон Кремер (швед. von Kraemer). В 1741 году род был внесен в старый рыцарский матрикул острова Эзель под № 46, но не был внесен в рыцарский матрикул Эстляндии, так как род пресёкся в 1746 году.

## Описание гербов
Гербы этого рода внесены в ряд гербовников: Балтийский гербовник, гербовник Дворянских родов русских остзейских провинций, гербовник Шведского дворянства, гербовник Великого княжества Финляндского.
Герб дворян фон Кремер, пожалование 23 марта 1694 года, внесённый в Балтийский гербовник:
Щит рассечен. В правом синем поле возникающий из серебряного пояса золотой лев. В левом поле 3 красных граната на 3 наклонных зеленых стеблях, стоящих один над другим. В нашлемнике торс ворона между распахнутыми золотисто-синими закругленными крыльями, возникающими из сине-золотого-красно-серебряного бурлета. Намёт: справа - золотой, подложенный синим, переходящий в серебряный, подложенный красным, слева - серебряный, подложенный красным, переходящий в золотой, подложенный синим.
Герб дворян фон Кремер, пожалование 5 февраля 1818 года, внесённый в гербовник Великого княжества Финляндского:
Щит пересечен. В верхнем, золотом поле, возникающий лазуревый лев. В нижнем лазуревом поле 2 золотых граната на 2 золотых стеблях. В нашлемнике торс ворона между распахнутыми золотисто-синими закругленными крыльями, возникающими из сине-золотого бурлета. Намёт:  золотой, подложенный синим.

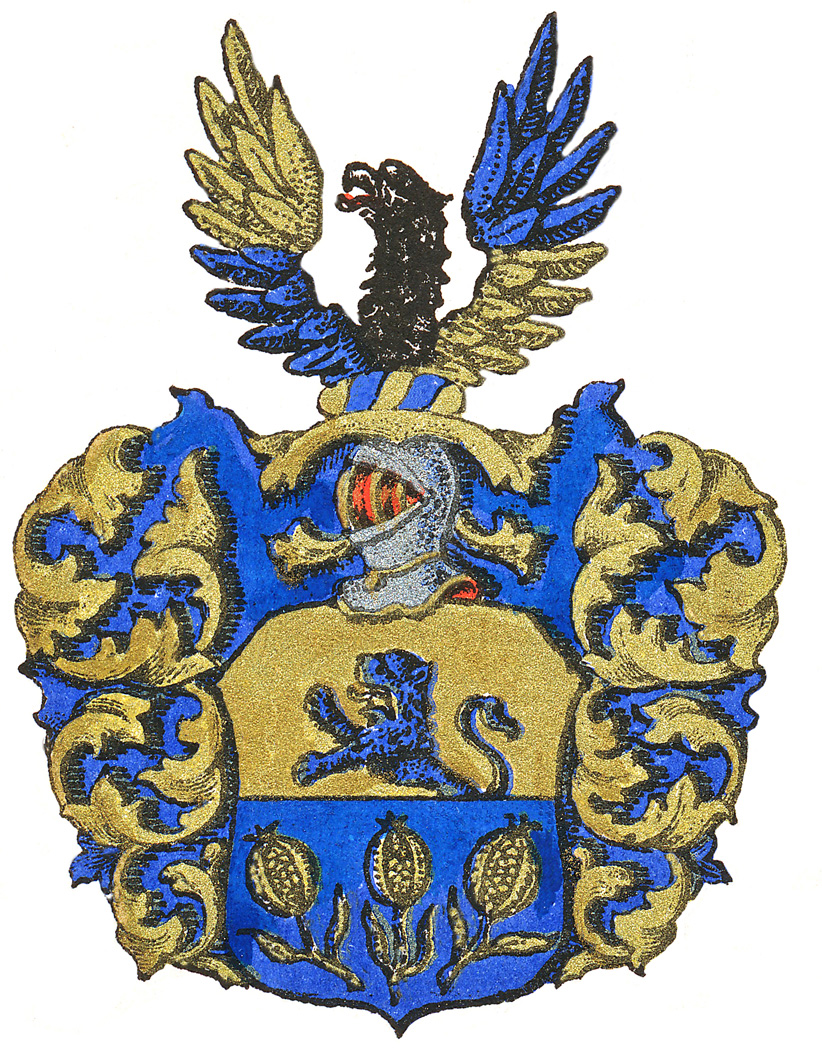
Герб рода фон Кремер, пожалование 25 марта 1691
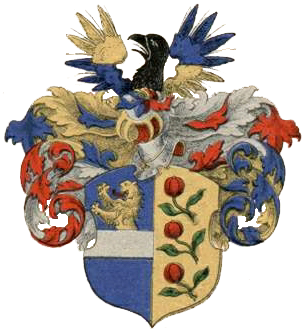
Герб рода фон Кремер, пожалование 23 марта 1694, Балтийский гербовник
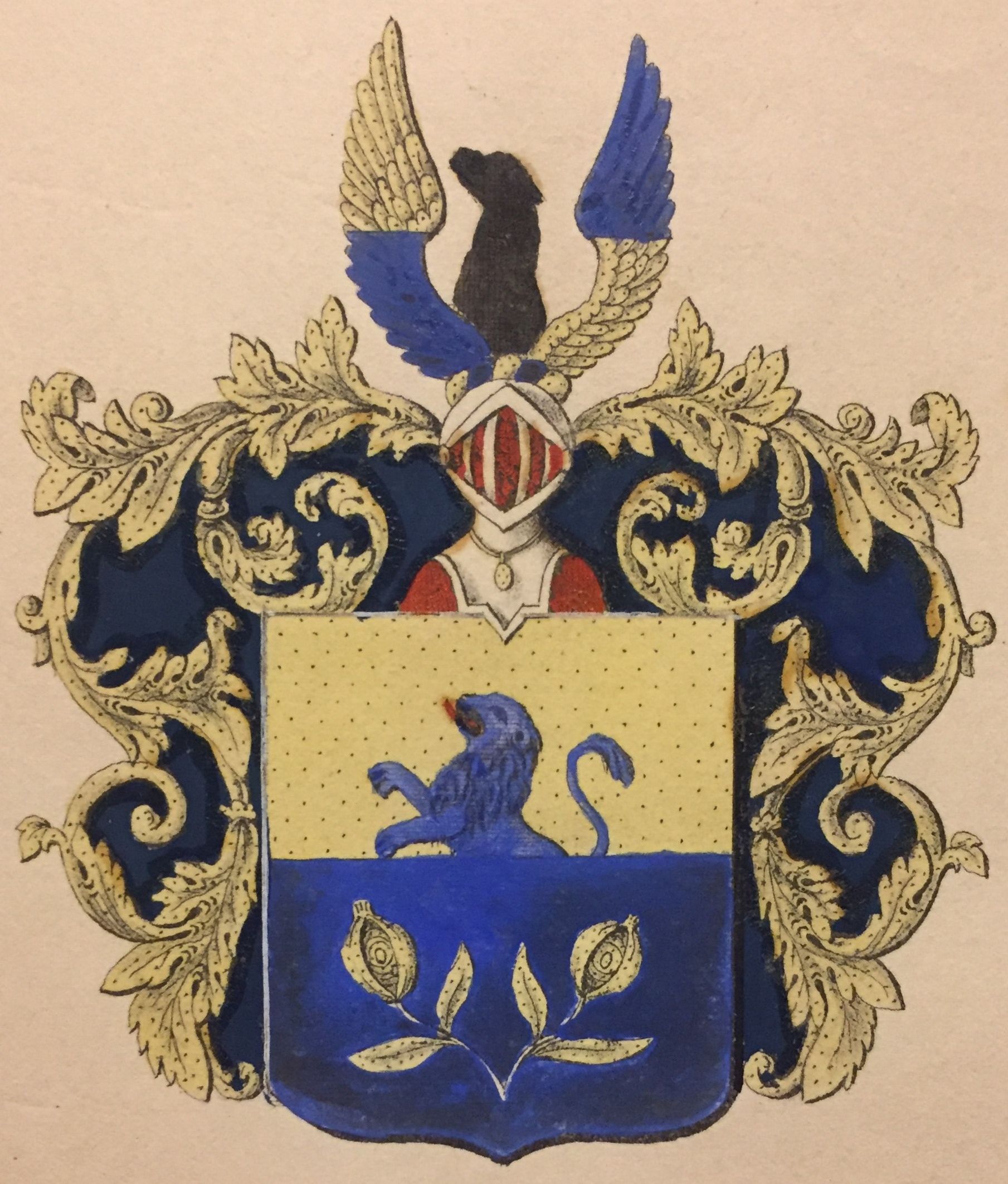
Герб рода фон Кремер, пожалование 5 февраля 1818, гербовник Великого княжества Финляндского
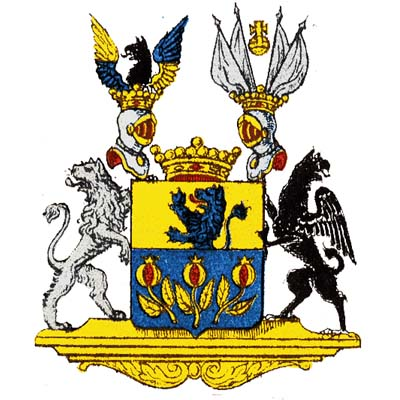
Герб баронов фон Кремер, пожалование 10 ноября 1837

## Представители рода
Финляндская ветвь:
- Карл Йоханн фон Кремер (1782—1834) - капитан шведских войск, перешедший 14 июня 1810 года на российскую службу. Служил во 2-м Финляндском егерском полку, шеф 4-го Финляндского стрелкового батальона. Полковник в отставке. Был женат на Ульрике Шарлотте фон Платен.
  - Карл Густав Мортимер фон Кремер[фин.] (швед. Carl Gustaf Mortimer) (1817—1898) - губернатор Санкт-Михельской губернии в 1869–1873 годах, Куопиоской губернии в 1873–1884 годах; сенатор Финляндского сената.
  - Роберт Дитрих фон Кремер (швед. Robert Didrik) (1823—1861) - архитектор в Харьковской губернии.
  - Оскар Карлович фон Кремер (швед. Johan Fredrik Oskar) (1829—1904) - адмирал, генерал-адъютант и начальник главного морского штаба.